# Xiufeng
Xiufeng  léase Siú-Feng  (en chino, 秀峰区; pinyin, Xiùfēng qū; literalmente, ‘montaña elefante’) es un distrito urbano bajo la administración directa de la Prefectura Guilin en la Región autónoma de Guangxi, República Popular China. Su área es de 43 km² y su población total para 2020 fue suerior a los 150 mil habitantes.

## Administración
El distrito de Xiufeng se divide en 3 pueblos que se administran en  subdistritos.